# Melamin (podjetje)
Melamin d.d. Kočevje je kemično podjetje, ki proizvaja razne izdelke in polizdelke. Sedež podjetje se nahaja v Kočevju. Podjetje je bilo ustanovljeno 14. septembra 1954 kot Kemična tovarna Kočevje (KTK) po intenzivnem osebnem prizadevanju mr. ph. Iva Sajovica (1916-1959), ki je podjetje sprva tudi vodil, a se je moral sprijazniti z manj pomembnim položajem tehničnega direktorja, ker je zavrnil vstop v ZK.
12. maja 2022 je v podjetju prišlo do eksplozije, v kateri je življenje izgubilo sedem ljudi.